# Tarnów (Goworowice)
Tarnów – przysiółek wsi Goworowice w Polsce, położony w województwie opolskim, w powiecie nyskim, w gminie Kamiennik.
W latach 1975–1998 przysiółek administracyjnie należał do ówczesnego województwa opolskiego.
Na skanach map w geoportalu przysiółek jest oznaczony jako Tarnawa.

## Nazwa
W księdze łacińskiej Liber fundationis episcopatus Vratislaviensis (pol. Księga uposażeń biskupstwa wrocławskiego) spisanej za czasów biskupa Henryka z Wierzbna w latach 1295–1305 miejscowość wymieniona jest w zlatynizowanej formie Tarnava oraz w staropolskiej Tarnawa w szeregu wsi lokowanych na prawie polskim iure polonico.